# Sitticus
Sitticus là một chi nhện trong họ Salticidae.

## Các loài
Chi này có các loài:
- Sitticus albolineatus (Kulczyński, 1895)
- Sitticus ammophilus (Thorell, 1875)
- Sitticus ansobicus Andreeva, 1976
- Sitticus atricapillus (Simon, 1882)
- Sitticus avocator (O. P.-Cambridge, 1885)
- Sitticus barsakelmes Logunov & Rakov, 1998
- Sitticus burjaticus Danilov & Logunov, 1994
- Sitticus canus (Galiano, 1977)
- Sitticus caricis (Westring, 1861)
- Sitticus cautus (Peckham & Peckham, 1888)
- Sitticus cellulanus Galiano, 1989
- Sitticus clavator Schenkel, 1936
- Sitticus concolor (Banks, 1895)
- Sitticus cutleri Prószyński, 1980
- Sitticus damini (Chyzer, 1891)
- Sitticus designatus (Peckham & Peckham, 1903)
- Sitticus diductus (O. P.-Cambridge, 1885)
- Sitticus distinguendus (Simon, 1868)
- Sitticus dorsatus (Banks, 1895)
- Sitticus dubatolovi Logunov & Rakov, 1998
- Sitticus dudkoi Logunov, 1998
- Sitticus dyali Roewer, 1951
- Sitticus dzieduszyckii (L. Koch, 1870)
- Sitticus eskovi Logunov & Wesolowska, 1995
- Sitticus exiguus (Bösenberg, 1903)
- Sitticus fasciger (Simon, 1880)
- Sitticus finschi (L. Koch, 1879)
- Sitticus flabellatus Galiano, 1989
- Sitticus floricola (C. L. Koch, 1837)
  - Sitticus floricola palustris (Peckham & Peckham, 1883)
- Sitticus goricus Ovtsharenko, 1978
- Sitticus inexpectus Logunov & Kronestedt, 1997
- Sitticus inopinabilis Logunov, 1992
- Sitticus japonicus Kishida, 1910
- Sitticus juniperi Gertsch & Riechert, 1976
- Sitticus karakumensis Logunov, 1992
- Sitticus kazakhstanicus Logunov, 1992
- Sitticus leucoproctus (Mello-Leitão, 1944)
- Sitticus longipes (Canestrini, 1873)
- Sitticus magnus Chamberlin & Ivie, 1944
- Sitticus manni (Doleschall, 1852)
- Sitticus mazorcanus Chamberlin, 1920
- Sitticus mirandus Logunov, 1993
- Sitticus monstrabilis Logunov, 1992
- Sitticus montanus Kishida, 1910
- Sitticus morosus (Banks, 1895)
- Sitticus nakamurae Kishida, 1910
- Sitticus nenilini Logunov & Wesolowska, 1993
- Sitticus nitidus Hu, 2001
- Sitticus niveosignatus (Simon, 1880)
- Sitticus palpalis (F. O. P.-Cambridge, 1901)
- Sitticus penicillatus (Simon, 1875)
  - Sitticus penicillatus adriaticus Kolosváry, 1938
- Sitticus penicilloides Wesolowska, 1981
- Sitticus peninsulanus (Banks, 1898)
- Sitticus phaleratus Galiano & Baert, 1990
- Sitticus psammodes (Thorell, 1875)
- Sitticus pubescens (Fabricius, 1775)
- Sitticus pulchellus Logunov, 1992
- Sitticus ranieri (Peckham & Peckham, 1909)
- Sitticus relictarius Logunov, 1998
- Sitticus rivalis Simon, 1937
- Sitticus rupicola (C. L. Koch, 1837)
- Sitticus saevus Dönitz & Strand, 1906
- Sitticus saganus Dönitz & Strand, 1906
- Sitticus saltator (O. P.-Cambridge, 1868)
- Sitticus saxicola (C. L. Koch, 1846)
- Sitticus sexsignatus (Franganillo, 1910)
- Sitticus sinensis Schenkel, 1963
- Sitticus strandi Kolosváry, 1934
- Sitticus striatus Emerton, 1911
- Sitticus subadultus Dönitz & Strand, 1906
- Sitticus taiwanensis Peng & Li, 2002
- Sitticus talgarensis Logunov & Wesolowska, 1993
- Sitticus tannuolana Logunov, 1991
- Sitticus tenebricus Galiano & Baert, 1990
- Sitticus terebratus (Clerck, 1757)
- Sitticus uber Galiano & Baert, 1990
- Sitticus uphami (Peckham & Peckham, 1903)
- Sitticus vanvolsemorum Baert, 2011
- Sitticus walckenaeri Roewer, 1951
- Sitticus welchi Gertsch & Mulaik, 1936
- Sitticus wuae Peng, Tso & Li, 2002
- Sitticus zaisanicus Logunov, 1998
- Sitticus zimmermanni (Simon, 1877)